# Команда проти тортур
Команда проти тортур, раніше Комітет проти тортур — російська правозахисна організація, яка займається суспільним розслідуванням справ щодо застосування тортур, при цьому спираючись на внутрішньодержавні механізми захисту потерпілих. Організація з'явилася у 2000 році з метою спонукати органи прокуратури до активних дій щодо розкриття цього виду злочинів та залучення винних до кримінальної відповідальності. До найвідоміших справ Команди належать справа Міхєєва, внаслідок якого Російська Федерація була визнана відповідальною за застосування тортур, а також розслідування фактів масового побиття жителів Благовєщенська. Також Команда проти тортур займається захистом прав людини на території Північного Кавказу. Перш ніж організація була визнана Іноземним агентом, вона отримувала фінансування від Європейської комісії з прав людини та президентські гранти. Команда проти тортур неодноразово удостоювався високої оцінки громадянського суспільства та нагород, включаючи номінацію правозахисниці Ольги Садовської на Нобелівську премію миру.

## Історія організації

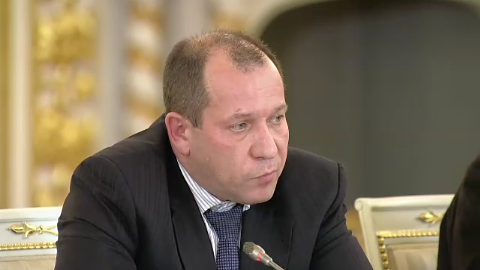
Ігор Каляпін, засновник Комітету проти тортур

Відправною точкою діяльності Команди проти тортур можна вважати роботу Інформаційно-аналітичного центру Нижегородського товариства прав людини, і, зокрема, його «Доповідь про застосування тортур на території Нижегородської області», представлену у грудні 1997 року. Головної мети, яку ставили перед собою автори, — звернути увагу органів прокуратури на систематичне беззаконня та спонукати їх до активних дій щодо запобігання та розкриття цього виду злочинів, — доповідь не досягла. Це спричинило створення у 2000 році самостійної організації «Комітет проти тортур» під керівництвом Ігоря Каляпіна.
Першого правового результату діяльності Комітету було досягнуто у 2001 році, коли вироком Нижегородського районного суду було визнано винним оперативний уповноважений ВКР Нижегородського РВВС міста Нижнього Новгорода А. Г. Іванов. Суд встановив, що Іванов застосував тортури щодо неповнолітнього Максима Подсвирова з метою примушення останнього до обмову рідного брата у скоєнні злочину. Іванову було призначено 6 років ув'язнення умовно. Комітет домігся зміни вироку, а саме заміни умовного позбавленням волі, лише у 2004 році, коли суд визнав колишнього начальника кримінальної міліції Большеболдинського МВС полковника І. А. Четвертакова винним у побитті. 26 января 2006 года Європейський суд з прав людини виніс Постанову у справі «Міхеєв проти Росії». Це перше рішення ЄСПЛ щодо скарги Комітету проти тортур і одночасно перше рішення ЄСПЛ у справі проти Російської Федерації, в якому суд визнав відповідальність Росії за застосування тортур.
Починаючи з 2001 року за методикою Комітету та за його підтримки починають проводити громадські розслідування правозахисники Оренбурзької області, Башкортостану, Республіки Марій-Ел та Чеченської Республіки.. Пізніше у регіонах з'являються регіональні відділення Комітету. Станом на 2021 рік Комітет працює у шести регіонах - в Оренбурзі, Башкирії, Краснодарі, на Північному Кавказі, Нижньому Новгороді та Москві. У 2007 році Комітет проти тортур отримав статус Міжрегіональної громадської організації.
29 грудня 2014 року до Комітету проти тортур було направлено подання прокуратури Нижегородської області, в якому робився висновок про участь організації у політичній діяльності. За словами Ігоря Каляпіна, прокуратура вказувала на те, що КПТ розповідає громадськості та владі про факти тортур у поліції «і про те, як погано Слідчий комітет їх розслідує, тим самим впливаючи на державну політику». Крім того, як політична діяльність комітету ставилося щорічне проведення пікету у Міжнародний день на підтримку жертв тортур та публікація інформації про цей захід.
На підставі подання прокуратури у січні 2015 року Мін'юст Росії включив міжрегіональну громадську організацію Комітет проти тортур до реєстру некомерційних організацій, що виконують функції іноземного агента. 1 серпня 2015 року учасники конференції Комітету проти тортур одноголосно ухвалили рішення щодо ліквідації організації. На зміну Комітету проти тортут прийшов Комітет із запобігання тортурам.
14 січня 2016 року Мін'юст Росії включив Комітет із запобігання тортурам, а також пов'язану з ним організацію Бюро громадських розслідувань, до реєстру некомерційних організацій, що виконують функції іноземного агента. Приводом для цього рішення Мін'юсту стало те, що до Комітету «надходили пожертвування від деяких громадян РФ, які працюють в організаціях, які отримують іноземне фінансування».. Організація намагалася оскаржити рішення Мін'юсту у Ленінському районному суді Оренбурга, однак у задоволенні позову було відмовлено. 29 березня 2017 року Федеральна служба судових приставів заарештувала рахунки Комітету із запобігання катуванням. Рішення ФССП стало поштовхом до реорганізації. У листопаді 2017 року КПЗТ офіційно заявив про свою ліквідацію як юридичну особу. 
Станом на 2022 рік організація працює без утворення юридичної особи під своєю історичною назвою «Комітет проти тортур» у шести регіонах Росії: у Нижегородській області, Оренбурзькій області, Республіці Башкортостан, Північнокавказькому регіоні, Краснодарському краї та Москві. Раніше існуюче відділення в республіці Марій Ел було закрито. Причиною, через яку відділення представлені лише у шести регіонах, Каляпін називає нестачу підходящих кадрів.

### Зміна голови Комітету
У грудні 2021 року члени Комітету проти тортур обрали нового голову. Ним став Сергій Сергійович Бабинець, який довгі роки очолював відділення Комітету по всій країні – у Москві, Нижньому Новгороді, Оренбурзі. Він набрав більше голосів, аніж попередній керівник організації Ігор Каляпін. 
У лютому 2022 року в інтерв'ю виданню The Insider Каляпін детальніше розповів про розбіжності, які змусили його залишити Комітет проти тортур. Правозахисник зазначив, що причиною його звільнення стала незгода більшості членів організації зі зміною формату її діяльності. Ігор Каляпін переконаний, що необхідно не лише займатися юридичною роботою, а й вибудовувати на її основі суспільно-політичну діяльність.

### Ліквідація Комітету та старт роботи Команди проти тортур
10 червня 2022 року Міністерство юстиції Росії включило Комітет проти тортур до реєстру незареєстрованих громадських об'єднань — іноземних агентів. 11 червня члени Комітету ухвалили рішення про ліквідацію організації, а вже 15 червня повідомили про продовження своєї діяльності під назвою Команда проти катувань.
Керівник КПП Сергій Бабинець повідомив, що організація не погоджується з рішенням Мін'юсту, але й працювати у статусі іноземного агента не може, бо це закриває доступ до діалогу з владою. Він назвав ліквідацію Комітету та створення Команди вимушеною мірою, яка дозволить продовжувати роботу над незавершеними справами, яких на момент ліквідації Комітету було.
|                                                  | Визнання іноагентом нам не зашкодило, ми зберегли нашу команду і продовжимо працювати вдвічі старанніше. Ця ситуація просто вкотре показала дурість держави, яка влаштовує полювання на відьом, та ще й не там, де потрібна. Вважаю, що слід переслідувати тих, хто катує людей у колоніях чи вивозить мільярди з країни, а не громадянських активістів, які намагаються захистити людську гідність росіян |
| — Сергій Бабинець, керівник Команди проти тортур | |

## Ціль та методи діяльності
Основною метою Команди є розслідування та доведення до кінця справ про тортури з подальшим покаранням винних. Комітет проводить громадське розслідування скарг на застосування катувань, нелюдське або принижуюче гідність відношення, представляє інтереси заявника в органах слідства та суді, а також надає допомогу в отриманні компенсації та — у разі потреби — проводить медичну реабілітацію постраждалих.
Під час роботи Команда займається громадським розслідуванням на основі скарги щодо застосування тортур та жорстокого відношення.. Під громадським розслідуванням Команда розуміє сукупність дій громадян, які не мають спеціальних державних прав і повноважень, спрямованих на досягнення більшої ефективності в розслідуванні скарг на грубе порушення прав людини та, за наявності достатніх доказів на встановлення уповноваженим органом (судом) факту таких порушень. Для громадського розслідування масових чи систематичних порушень з ініціативи Команди створюються Зведені мобільні групи (ЗМГ). У їхньому складі представники різних правозахисних організацій із різних регіонів протягом кількох місяців проводять громадське розслідування на місці подій..
Основними принципами суспільного розслідування є принцип захисту громадського інтересу і принцип орієнтації на внутрішньодержавні, а не на міжнародні механізми захисту.
Принцип захисту громадського інтересу полягає у тому, що організація, яка здійснює розслідування, представляє насамперед не інтереси конкретної особи, що стала жертвою тортур чи іншого грубого порушення прав людини, а громадський інтерес. Команда не бере на себе жодних зобов'язань допомогти жертві, якщо вона надалі побажає вступити в торг із передбачуваними злочинцями або їхніми представниками. Більш того, якщо надалі жертва змінить свої свідчення на користь ймовірних злочинців, а Команда на той час матиме переконливі докази тортур, то він залишає за собою право добиватися кримінального переслідування як злочинців, так і самої жертви за дачу свідомо неправдивих показань та приховування злочину..
Принцип переважної орієнтації на внутрішньодержавні механізми захисту. Основні зусилля громадського розслідування спрямовані на те, щоб змусити саме внутрішньодержавні механізми захисту прав людини працювати ефективно та відповідно до закону. У цій схемі звернення до міжнародних механізмів сприймається як «останній засіб», який варто задіяти лише в тому випадку, коли всі можливі способи домогтися відновлення справедливості в країні в розумні терміни вичерпані.
Команда також веде роботу з реабілітації жертв тортур. Співробітники Команди направляють людей, які постраждали від тортур, до вузьких фахівців, коли це неможливо за полісом ОМС (Обов'язкового медичного страхування), допомагають придбати ліки, надають місця в реабілітаційних центрах. Іноді доводиться вдаватися до вимушеної евакуації потерпілих та членів їхніх сімей — наприклад, коли тим загрожують, коли на них тиснуть чи намагаються «домовитися» про зміну показань у справі про тортури. Так, наприклад, у 2006 році в рамках надання медичної допомоги організація сплатила курс лікування у санаторії дзержинському художнику Володимиру Поляшову, який постраждав від незаконних дій працівників міліції..

## Результати діяльності
З дня заснування у 2000 році по березень 2022 року організація отримала понад 3108 заяв про порушення прав людини, домоглася присудження понад 285 мільйонів рублів компенсації жертвам тортур та засудження понад 159 представників правоохоронних органів, встановила 281 факт застосування тортур, скасувала 2438 незаконних рішень виграла 75 скарг у Європейському суді з прав людини.

### Справа Міхєєва
Олексій Міхєєв скаржився на те, що під час арешту співробітники міліції піддали його тортурам, змушуючи дати свідчення у зґвалтуванні та вбивстві, яких він не чинив. Міхєєв вистрибнув у вікно будівлі міліції та зламав хребет. Докази у справі збиралися співробітниками інформаційно-аналітичного центру Нижегородського товариства прав людини Ігорем Каляпіним та Марією Смородиною спільно з комісією з прав людини Нижегородської області та її тодішнім головою Сергієм Шимоволосом.. Судові розгляди в Росії виявилися неефективними: загалом, розслідування справи Міхєєва зайняло 7 років, протягом яких воно більше двадцяти разів припинялося і не менше трьох разів зупинялося. На думку правозахисників, і виснажливий характер слідства, і справи проти Міхєєва, що відновлювались, були спрямовані на те, щоб змусити останнього відмовитися від боротьби, як це в результаті зробив другий постраждалий — Фролов, який відмовився від показань і був прийнятий на роботу в органи МВС.. 
Європейський суд з прав людини після розгляду скарги у справі «Міхеїв проти Росії» по суті, 26 січня 2006 року, встановив, «що жорстоке поводження в даній ситуації досягло рівня тортур за змістом Статті 3 Конвенції». Суд також ухвалив, що було порушено й статтю 13 Конвенції, оскільки «Заявнику було відмовлено у досить ефективному розслідуванні та, відповідно, у доступі до інших засобів правового захисту, які були у його розпорядженні, включаючи право на компенсацію». Таким чином, Справа Олексія Міхєєва стала першим випадком, коли ЄСПЛ визнав Російську Федерацію відповідальною за застосування тортур.

### Благовіщенська зачистка

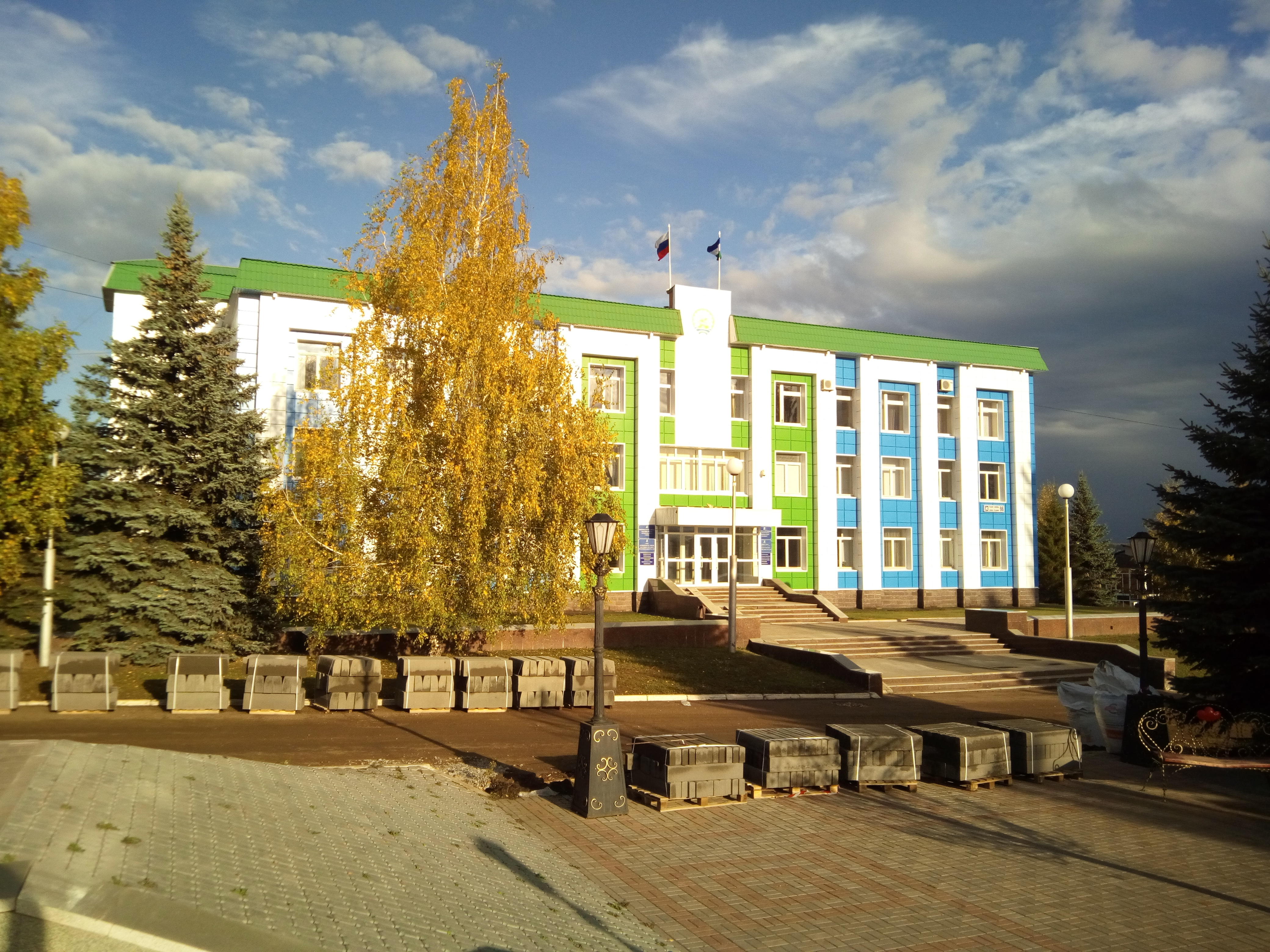
Благовещенск, где произошло массовое избиение жителей правоохранительными органами

Масове побиття в Благовіщенську, також відоме як «Благовіщенська зачистка» - операція залякування в місті Благовіщенськ (Республіка Башкортостан, РФ) і прилеглих населених пунктах, що здійснювалася в період з 10 грудня по 14 грудня 2004 силами Міського та районного відділу внутрішніх справ (МРВВС). Благовіщенська та співробітниками ЗМСП МВС Республіки Башкортостан. У ході цієї операції співробітники міліції вривалися в будинки громадян та в громадські заклади та провадили масові затримання із застосуванням фізичного насильства. Є свідчення примусового утримання людей у незручній позі протягом кількох годин, поки вони були ув'язнені, що завдавало їм тяжких страждань. При спробах змінити положення тіла вони зазнавали жорсткого побиття. Згідно з офіційними даними, потерпілими було визнано 341 особу, проте в результаті роботи правозахисних організацій встановлено, що в загальній сумі було затримано понад 1000 громадян, і ще 200 було побито на місці, але їх не доставили до МРВВС.
Правозахисники з «Комітету проти тортур» займалися даним інцидентом з того моменту, як інформація про нього була оприлюднена перед широким загалом. Для проведення комплексного громадського розслідування та надання допомоги постраждалим було створено мобільну групу правозахисників (СМГ), завдяки якій та іншим правозахисникам вдалося вчасно зафіксувати усі зазначені вище злочини, забезпечити заведення кримінальних справ проти винних у події та надати допомогу потерпілим у суді.
У ході судового розгляду вдалося довести провину працівників Благовіщенського МРВВС. Вони отримали умовні терміни тривалістю від 3 до 5,5 років, крім Айдара Гільванова, засудженого до трьох років у колонії загального режима. Не всі відповідальні за злочин у Благовіщенську зазнали покарання.

### Захист прав людини на Північному Кавказі
У 2009 році в Чечні було вбито Наталію Естемірову, Зарему Садулаєву та Аліка Джабраїлова, які займалися розслідуваннями порушень прав людини. У зв'язку з цим для правозахисних організацій різко зросли ризики роботи у цьому регіоні, що спричинило тимчасове згортання діяльності в Чечні «Мемориалу». Тоді голова Комітету Ігор Каляпін запропонувавл створити координовану «Вільну мобільну групу». Робота групи відбувалася позмінно: раз на кілька місяців у регіон приїжджали по три особи з різних відділень Комітету (московського, нижегородського, оренбурзького та інших). Перша зміна групи вирушила до Грозного 30 листопада 2009 року. Мобільні групи домагалися неупередженого та об'єктивного розслідування епізодів насильницьких викрадень, тортур та позасудових страт. Так, одним із підсумків роботи мобільної групи стала справа Іслама Умарпашаєва, якого було знайдено та звільнено 2 квітня 2010 року після трьох місяців тортур на базі чеченського ЗМСП . Групу піддали критиці та тиску з боку чеченської влади, у тому числі голови республіки Рамзана Кадирова, який публічно звинуватив членів мобільної групи в тому, що вони «ненавидять чеченський народ» і «приїхали сюди заробити грошей».
Напружені відносини Комітету та влади Чечні ще більше погіршилися після нападу бойовиків терористичної організації «Кавказький емірат» на Грозний 4 грудня 2014 року. За офіційними даними, крім 11 терористів загинуло 14 співробітників МВС та двоє мирних жителів. Керуючий контртерористичною операцією Кадиров заявив, що «сім'ї нападників буде видворено за межі Чеченської республіки, а їхні будинки знесено вщент». Комітет, на тлі того, що розпочалися підпали будинків, відреагував на це заявами до Слідчого комітету та Генеральної прокуратури з вимогою оцінити ці висловлювання на відповідність Конституції. Ігор Каляпін заявив, що родичі бойовиків «можуть підлягати кримінальній відповідальності та понести заслужене покарання лише у разі винесення судом обвинувального вироку, яким буде встановлено провину та ступінь участі у скоєнні злочину». Глава республіки звинуватив Комітет проти тортур у сприянні тероризму, а Каляпіна – у зв'язках з лідерами бойовиків. У тиску, що почався на Комітет у соцмережах і на телебаченні, брав участь також уповноважений з прав людини в Чеченській Республіці Нурді Нухажиієв. 13 грудня у Грозному відбувся багатотисячний мітинг проти тероризму, організований правозахисними та громадськими організаціями Чечні. Після його закінчення працівників мобільної групи почали переслідувати озброєні невідомі особи, а ввечері того ж дня в офісі Комітету проти тортур сталася пожежа.
3 червня 2015 року о 10 годині ранку напад на офіс повторився, цього разу поруч із приміщеннями Комітету проходив пікет «громадських організацій та представників громадянського суспільства республіки». Серед людей, які зібрались, з'явилася група молодих людей, які прикривали обличчя медичними масками. Вони проникли в офіс і житлові приміщення Комітету, потім розгромили їх, змусивши співробітників, які перебували всередині, рятуватися. Нападники серйозно пошкодили автомобіль, який належав організації. Після цього офіс зведеної мобільної групи було вирішено перенести до Інгушетії. Незважаючи на це, працівники Комітету проти тортур, що працювали у північнокавказькому регіоні, продовжували зазнавати тиску. 16 березня 2016 року у столиці Чеченської Республіки м. Грозний стався напад на голову Комітету Ігоря Каляпіна.
6 жовтня 2021 року правоохоронці прийшли до будинку батьків керівника північнокавказького відділення Комітету Магомеда Аламова. У грудні 2021 року юрист Комітету проти тортур Абубакар Янгулбаєв повідомив, що на території Чечні було викрадено понад 40 його родичів. 20 січня 2022 року чеченські силовики затримали та насильно доставили матір Янгулбаєва, Зарему Мусаєву, до Грозного.
За час роботи в регіоні Комітет розслідував скарги на застосування тортур та представляв інтереси заявників в органах слідства та суді (нижче).

#### Гасангусейнов проти Росії
23 серпня 2016 року неподалік селища Гоор-Хіндах у Шамільському районі Дагестану під час спецоперації силових відомств було застрелено двох братів: 19-річного Гасангусейна Гасангусейнова та 17-річного Набі Гасангусейнова, які працювали пастухами.

#### Захист прав сім'ї Ірітових
31 жовтня 2017 року в Кабардино-Балкарській Республіці РФ під час затримання місцевого активіста Аслана Ірітова працівники поліції побили його та членів його родини: Беслана, Марину та Анжелу Ірітових. Ірітов був звинувачений у нападі на поліцейського та спробі удушення. Аслан Ірітов є інвалідом першої групи, у нього відсутні кисті рук. Слідчі чотири рази виносили постанови про відмову у порушенні кримінальної справи стосовно працівників поліції, троє з них були визнані незаконними, у тому числі після багатьох скарг юристів Комітету. 8 грудня 2020 року юристи «Комітету проти тортур» направили до Європейського суду з прав людини скаргу, вважаючи, що стосовно Ірітових російська влада порушила кілька статей Європейської Конвенції, які гарантують свободу від тортур та право на ефективне розслідування, а також право на повагу до приватного та сімейного життя. На даний момент робота у справі громадського розслідування триває.

#### Захист прав Альберта Хамхоєва
14 листопада 2017 року мешканець села Яндаре Республіки Інгушетія, відомий інгушський спортсмен Альберт Хамхоєв, був затриманий, побитий працівниками поліції та підданий тортурам. Кримінальну справу за фактом отримання Хамхоєвим тілесних ушкоджень було порушено 22 січня 2018. На даний момент робота у справі триває.

## Взаємодія Комітету з владою РФ
Одним із головних напрямів роботи Команди проти тортур є взаємодія із судовою владою Росії. Дуже складно досягти проведення розслідування скарг на тортури: до порушення справи потерпілий у середньому отримує шість відмов. За статистикою Команди проти тортур, без залученої роботи правозахисників не розпочали б і 10% розслідувань.
Через відсутність окремої статті про тортури посадових осіб, які їх застосували, залучають за статтею 302 Кримінального кодексу РФ «Примус до дачі показань» та ст. 286 «Перевищення посадових повноважень». Але 286 стаття КК РФ крім тортур включає безліч злочинів, відокремити одні від інших неможливо, тобто статистики тортур немає. Отже, держава не може оцінити масштаб проблеми. Взаємодію із виконавчою владою здійснював екс-голова Комітету Ігор Каляпін. Як член Ради з прав людини при президенті РФ він висловлював такі пропозиції: збільшити кількість правозахисників у громадських наглядових комісіях, ввести до Кримінального кодексу РФ «тортури» як самостійний склад злочину, доручити розслідування тортур спеціальній структурі Слідчого комітету Російської Федерації.

## Партнери та фінансування
Спочатку Команда проти тортур існувала на власні кошти Ігоря Каляпіна, засновника організації. Юристи, які працювали над  справою Олексія Міхєєва, робили це на громадських засадах. Організація користувалася підтримкою Європейської комісії з прав людини та Фонду Сороса.
У 2013 році Комітет уперше отримав президентський грант на інституційну діяльність організації: оплату роботи юристів, адвокатів, проведення експертних досліджень, транспортні витрати, лікування заявників, реабілітацію жертв. До присвоєння Комітету статусу іноземного агента, він отримував президентські кошти, які розподіляла Громадська палата Росії (це становило 2% загального фінансування).
У 2015 році Комітет проти тортур було долучено до  Реєстру іноземних агентів згідно з рішенням управління Міністерства юстиції по Оренбурзькій та Нижегородській областях РФ. Іноземним фінансуванням управління Мін'юсту визнало той факт, що більшість членів Комітету отримували зарплату в іншій організації — Бюро громадських розслідувань — і сплачували внески до фонду Комітету. Станом на 2019 рік міжрегіональна організація не отримує іноземного та взагалі будь-якого фінансування: Комітет проти тортур — незареєстрована громадська організація, яка не має ані реєстрації, ні розрахункового рахунку.

## Нагороди й оцінка роботи
Діяльність Ігоря Каляпіна й очолюваного ним Комітету проти тортур неоднорозово отримувала високі оцінки міжнародного співтовариства. У 2011 році йому було присуджено Премію прав людини Парламентської асамблеї Ради Європи. Того ж року робота правозахисника i проект Зведена мобільна група, створений за ініціативою Комітету, були відзначені нагородою ірландської організації Front Line Defenders. Той же проект заслужив міжнародну нагороду імені Мартіна Енналса у 2013 році. Комітет отримав премію «Людина людині» за 2016 рік. У 2018 році Ігор Каляпин став лауреатом премії Єгора Гайдара в номінації «За дії, що сприяють формуванню громадянського суспільства».
На Нобелівську премію миру в 2018 році було висунуто Ольгу Садовську, заступницю голови Комітету проти тортур. Раніше в 2017 році Ольга разом із журналісткою «Нової газети» Оленою Мілашиною були нагороджені в Осло премією свободи імені Андрія Сахарова за рішенням Норвезького Гельсінського комітету.
«Агентство соціальної інформації» відзначаючи, що «катування з боку поліцейських залишаються досить гострою проблемою в Росії», виділяє Комітету проти тортур серед тих організацій, які «допомагають боротися за справедливість». Як стверджує Тетяна Локшина, директорка міжнародної правозахисної організації Human Rights Watch з програм в Європі та Центральній Азії: Каляпін та його співпрацівники — практично єдині, хто наважується вести правозахисну діяльність у Чечні незважаючи на злісні загрози й розбійні напади. 
1. ↑  Доклад о применении пыток на территории Нижегородской области. Нижегородский университетский центр Интернет (рос.). Информационно-аналитический центр Нижегородского общества прав человека. 18 лютого 1998. Архів оригіналу за 16 квітня 2019. Процитовано 24 червня 2019.
2. ↑  Чем мы занимаемся [Архівовано 2021-08-15 у Wayback Machine.] // Комитет против пыток
3. ↑  Кавказский Узел. "Комитет по предотвращению пыток" продолжил работу "Комитета против пыток". Кавказский Узел. Архів оригіналу за 12 квітня 2021. Процитовано 23 березня 2022.
4. ↑  Комитет по предотвращению пыток признали «иностранным агентом». Meduza (рос.). Архів оригіналу за 23 березня 2022. Процитовано 23 березня 2022.
5. ↑  "Комитету по предотвращению пыток" не удалось оспорить акт, ставший основанием для его признания "иноагентом" - Поволжье || Интерфакс Россия. www.interfax-russia.ru (рос.). 12 травня 2016. Архів оригіналу за 23 березня 2022. Процитовано 23 березня 2022.
6. ↑  ФССП арестовала счета "Комитета по предотвращению пыток". Interfax.ru (рос.). Архів оригіналу за 14 червня 2021. Процитовано 23 березня 2022.
7. ↑  Р. И. А. Новости (20171118T1932). "Комитет по предотвращению пыток" оштрафован за отказ называться иноагентом. РИА Новости (рос.). Архів оригіналу за 23 березня 2022. Процитовано 23 березня 2022.
8. ↑  Контакты. Комитет против пыток. Архів оригіналу за 12 березня 2022. Процитовано 23 березня 2022.
9. ↑  Артур Егоров. «Комитет против пыток»: о насилии за решеткой, муэдзинах в Бутырке и приключениях в Чечне. ПОД ЛЕД (рос.). Архів оригіналу за 20 квітня 2021. Процитовано 23 березня 2022.
10. ↑  "Меня взял азарт доказать очевидное: пытки есть". Интервью с Игорем Каляпиным. Агентство социальной информации (рос.). 30 грудня 2019. Процитовано 23 березня 2022.
11. ↑  Комитет против пыток возглавил оренбургский юрист. Три вопроса о будущем организации. semnasem.org (рос.). Процитовано 23 березня 2022.
12. ↑  Урал56.Ру. Оренбуржец Сергей Бабинец возглавил «Комитет против пыток». Урал56.Ру (англ.). Процитовано 23 березня 2022.
13. ↑  «Я считаю, что надо вести общественно-политическую работу, а им нравится писать бумаги». Игорь Каляпин уволился из «Комитета против пыток». The Insider (рос.). Архів оригіналу за 24 березня 2022. Процитовано 23 березня 2022.
14. 1 2  Алиса Тарсеева (30 червня 2015). «Дотаскивать полицейского до суда мы научились». Как работает Комитет против пыток (рос.). Филантроп. Архів оригіналу за 15 березня 2019. Процитовано 28 лютого 2019.
15. 1 2  Чем мы занимаемся. Комитет против пыток. 10 серпня 2018. Архів оригіналу за 4 травня 2020. Процитовано 28 лютого 2019.
16. ↑  Сводная мобильная группа: правозащитная организация. Front Line Defenders (рос.). Архів оригіналу за 22 червня 2019. Процитовано 24 червня 2019.
17. ↑  Сводные мобильные группы российских правозащитных организаций. LiveJournal (рос.). Архів оригіналу за 22 червня 2019. Процитовано 24 червня 2019.
18. ↑  {{Cite 
web|url=https://www.pytkam.net/ru/news/igor-kalyapin-poetomu-ya-reshil-polnostyu-posvyatit-sebya-pravoz%5Bнедоступне+посилання%5D
ashchitnoy-rabote|title=Игорь Каляпин: «Поэтому я решил полностью посвятить себя правозащитной 
работе»|date=2018-09-13|publisher=Комитет против пыток|accessdate=2019-03-06}}{{Недоступная 
ссылка|date=Январь 2022 |bot=InternetArchiveBot }}
19. ↑  Помощь пострадавшим от пыток (рос.). Такие дела. Архів оригіналу за 20 листопада 2021. Процитовано 23 березня 2022.
20. ↑  Милиционеры Дзержинска получили по 5,5 и 6 лет строгого режима за избиение художника. aif.ru (рос.). 16 листопада 2007. Архів оригіналу за 23 березня 2022. Процитовано 23 березня 2022.
21. ↑  Показатели нашей деятельности. Комитет против пыток. Архів оригіналу за 22 березня 2022. Процитовано 23 березня 2022.
22. ↑  Предварительный отчет по проверке заявлений гр. Михеева А. Е., Фролова И. С. (PDF). Комитет против пыток. 9 листопада 1999. Архів (PDF) оригіналу за 2 квітня 2019. Процитовано 21 січня 2019.
23. ↑  Это дело — для всей России неожиданность. Новая газета. 16 лютого 2006. Архів оригіналу за 2 квітня 2019. Процитовано 24 червня 2019.
24. ↑  Наталья Чернова (31 липня 2008). После пыток. Новая газета. Архів оригіналу за 2 квітня 2019. Процитовано 24 червня 2019.
25. 1 2  ДЕЛО «МИХЕЕВ ПРОТИВ РОССИИ» (Жалоба № 77617/01). HUDOC European Court of Human Rights. 26 січня 2006. Архів оригіналу за 2 квітня 2019. Процитовано 24 червня 2019.
26. ↑  Алексей Михеев: «Все эти годы я боялся не только за себя. Я хотел сделать так, чтобы трагедия, которая произошла со мной, не повторилась с другими». Общественный вердикт (рос.). Архів оригіналу за 4 червня 2012. Процитовано 24 червня 2019.
27. ↑  Страсбургский суд. Российская Фемида как огня боится решений Европейского суда по правам человека. Демократия.ру. Архів оригіналу за 13 листопада 2017. Процитовано 12 березня 2019.
28. ↑  Благовещенская история – Ильдар Инсагулов. Эхо Москвы. 5 березня 2010.
29. ↑  Рафаил Диваев ушел по собственному желанию. Ufa1.ru. 22 жовтня 2008. Архів оригіналу за 1 лютого 2018. Процитовано 24 червня 2019.
30. ↑  В Благовещенске сменился глава района. Комсомольская правда. 25 листопада 2010.
31. ↑  Кавказский Узел. Эстемирова Наталья Хусаиновна. Кавказский Узел. Архів оригіналу за 24 березня 2019. Процитовано 15 березня 2019.
32. ↑  Кавказский Узел. На теле убитой в Чечне Заремы Садулаевой были следы избиений. Кавказский Узел. Архів оригіналу за 18 вересня 2018. Процитовано 15 березня 2019.
33. ↑  "Мемориал" решил свернуть деятельность в Чечне (рос.). Lenta.ru. Архів оригіналу за 17 вересня 2016. Процитовано 15 березня 2019.
34. ↑  Сводная мобильная группа правозащитников стала лауреатом Премии Мартина Энналса (рос.). old.memo.ru. Процитовано 15 березня 2019.
35. ↑  Даниил Туровский (24 серпня 2015). Пытки против комитета: Как работает «Сводная мобильная группа» правозащитников в Чечне. Meduza. Архів оригіналу за 11 червня 2019. Процитовано 24 червня 2019.
36. ↑  Чеченский синдром беззакония. Дело Умарпашаева. www.voinenet.ru. Архів оригіналу за 27 серпня 2018. Процитовано 16 березня 2019.
37. ↑  Глава Чечни публично обвинил правозащитников в ненависти к чеченскому народу, а их деятельность на территории Чечни признал вредной. Комитет против пыток. 1 червня 2012. Процитовано 16 березня 2019.{{cite web}}:  Обслуговування CS1: Сторінки з параметром url-status, але без параметра archive-url (посилання)
38. ↑  Обращения Игоря Каляпина к Генеральному прокурору РФ Юрию Чайке и Председателю СК РФ Александру Бастрыкину в связи с публичными заявлениями Главы Чеченской Республики Рамзана Кадырова. Комитет против пыток. 9 грудня 2014. Архів оригіналу за 6 червня 2019. Процитовано 16 березня 2019.
39. ↑  Поджог офиса Сводной мобильной группы в декабре 2014 года произошел в трех местах. Комитет против пыток. 2 липня 2015. Архів оригіналу за 30 квітня 2019. Процитовано 16 березня 2019.
40. ↑  Открытая Россия (4 червня 2015). Как Комитет против пыток изгоняли из Чечни. Архів оригіналу за 16 грудня 2020. Процитовано 16 березня 2019.
41. ↑  Чеченское телевидение называет погром офиса правозащитников «пикетом общественных организаций» (англ.). Медиазона. Архів оригіналу за 5 червня 2019. Процитовано 16 березня 2019.
42. ↑  Силовики пришли к родителям руководителя отделения «Комитета против пыток» на Северном Кавказе. Новая газета (рос.). 1633522920000. Архів оригіналу за 23 березня 2022. Процитовано 23 березня 2022.
43. ↑  Юрист «Комитета против пыток» рассказал о похищении почти сорока его родных в Чечне. Медиазона (рос.). Архів оригіналу за 23 березня 2022. Процитовано 23 березня 2022.
44. ↑  Враг номер один Рамзан Кадыров впервые столкнулся с угрозой, которую не может контролировать. Исследование Елены Милашиной. Новая газета (рос.). 1643349600000. Архів оригіналу за 4 лютого 2022. Процитовано 23 березня 2022.
45. ↑  Верховный суд Дагестана признал незаконным отказ в возбуждении дела по убийству Гасангусейновых. www.kommersant.ru (рос.). 11 серпня 2021. Архів оригіналу за 23 березня 2022. Процитовано 23 березня 2022.
46. ↑  Без рук. Как ошибка следователя прославила общественника из Вольного аула. Медиазона (рос.). Архів оригіналу за 24 березня 2022. Процитовано 23 березня 2022.
47. ↑  Кавказский Узел. Аслан Иритов обратился в ЕСПЧ из-за конфликта с силовиками. Кавказский Узел. Архів оригіналу за 23 березня 2022. Процитовано 23 березня 2022.
48. ↑  Два борца. Новая газета - Novayagazeta.ru (рос.). 1540414860000. Архів оригіналу за 23 березня 2022. Процитовано 23 березня 2022.
49. ↑  СК перевел единственного подозреваемого в пытках жителя Ингушетии в статус свидетеля и прекратил дело. Медиазона (рос.). Архів оригіналу за 23 березня 2022. Процитовано 23 березня 2022.
50. 1 2  Статья, которой нет Совместный проект Влади («Каста») и Комитета против пыток. Премьера клипа (18+). Новая газета (рос.). 1643274000000. Архів оригіналу за 23 березня 2022. Процитовано 23 березня 2022.
51. ↑  "Государство не видит масштаб проблемы" - выпустили спецпроект против насилия со стороны правоохранителей. Агентство социальной информации (рос.). Архів оригіналу за 23 березня 2022. Процитовано 23 березня 2022.
52. ↑  Marie Jégo (19 жовтня 2012). Igor Kaliapine Combattant contre l'impunité. Le Monde. Архів оригіналу за 16 грудня 2015.
53. ↑  "Комитет против пыток" впервые получил грант от властей России. Интерфакс. 3 вересня 2013. Архів оригіналу за 17 січня 2017.
54. ↑  Евгения Чернова (11 лютого 2015). Тимур Рахматулин: о пытках, «западных» ценностях и круговой поруке. Оренбургская политика. Архів оригіналу за 14 березня 2019. Процитовано 24 червня 2019.
55. ↑  Мария Савельева (22 березня 2018). Оренбургский «Комитет против пыток» не согласен с приговором суда. SM News. Архів оригіналу за 14 березня 2019. Процитовано 24 червня 2019.